# Apolinário (governador)
Apolinário (em latim: Apollinaris) foi um oficial romano do século IV, ativo durante o reinado do imperador Constâncio II (r. 337–361). Era pai de Apolinário. Serviu como governador da Fenícia, com sede em Tiro, e em 353/354, foi preso por traição com Constâncio Galo e ele e seu filho foram exilados e assassinados.